# Carl Johan Ulrich

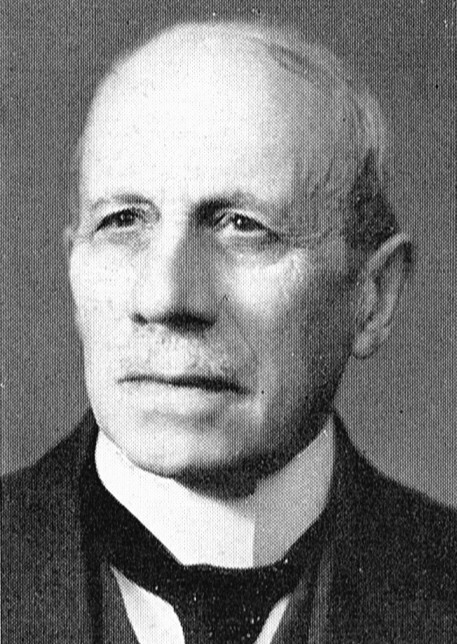
Carl Johan Ulrich.

Carl Johan Ulrich, född 27 maj 1869 i Spånga, död 22 juni 1940 i Södertälje, var en svensk regementsauditör och godsägare. Han var bror till arkitekten Erik Ulrich och författaren Arvid Ulrich.

## Biografi
Carl Johan Ulrich var son till borgmästaren Arvid Erik Ulrich (1920–1893 ) och Beata Helleday (1843–1919). Han tog studentexamen vid Norra latin 1889. Han avlade hovrättsexamen 1894 och blev auditör vid Svea livgardes reserv samma år. 1894–1897 arbetade han som biträde hos lantdomare i Värmland och Uppland. 1905–1915 var han auditör vid Livregementets dragoner. Under längre tid hade han förordnanden som sekreterare i Krigshovrätten och vid Kungl. Maj:ts kansli. Han var även styrelseledamot i flera bolag.

### Hem och familj
Ulrich var gift två gånger. Första gången mellan 1897 och 1918 med Selma Elisabeth Östergren och andra gången från och med 1919 med Gunborg Sjöstrand. I första giftet hade han tre söner: Carl Stig (född 1899), Hans Johan (född 1901) och Fredrik Arvid (född 1904).
År 1910 flyttade han med familjen till den nybyggda stadsvillan Tofslärkan 12 i Lärkstaden i Stockholm. Villan hade ritats av brodern, arkitekten Erik Ulrich. Vid husets entré syns Erik O. Ulrich i putsen samt årtalet 1909-10 och initialerna C J E som står för byggherren Carl Johan Ulrich och E Ö som står för byggmästaren Carl Eugen Öfverberg. 
Omkring 1916 flyttade han från Stockholm och bosatte sig på sin gård Vännevad vid sjön Näsnaren i Södermanland. Före sin död 1940 bodde han i Södertälje. Han jordfästes den 29 juni 1940 i Norra krematoriet och begravdes den 1 juli 1940 i familjegraven på Norra begravningsplatsen.